# ニェゴスワヴィツェ
ニェゴスワヴィツェ（ポーランド語: Niegosławice, ドイツ語: Waltersdorf）は、ポーランド南西部シロンスク地方・シロンスク県の町。
ギュンター・ブローベルの生地でもある（生誕時にはドイツ領）。